# Roman Mikulec
Roman Mikulec (ur. 18 marca 1972 w Bratysławie) – słowacki polityk, funkcjonariusz służb specjalnych, poseł do Rady Narodowej, od 2020 do 2023 minister spraw wewnętrznych.

## Życiorys
Na początku lat 90. podjął naukę w VVLŠ SNP, wojskowej szkole lotniczej w Koszycach. W 2012 został absolwentem szkoły biznesowej w Brnie. Od 1994 służył jako pilot wojskowy, latający na myśliwcach. W 1997 podjął służbę w Vojenská spravodajská služba (VSS), słowackim wywiadzie wojskowym. Pracował przy operacjach wojskowych w Afganistanie i Kosowie, kierował jednostką analityczną w ramach KFOR. W 2010, w trakcie funkcjonowania centroprawicowego gabinetu Ivety Radičovej, objął stanowisko dyrektora VSS. Służbą tą kierował do 2012. Od 2013 pracował w sektorze prywatnym, zajmując się sprawami bezpieczeństwa i stosunkami międzynarodowymi.
Jeszcze w trakcie kierowania VSS sporządził wraz ze swoim zastępcą raport, w którym wskazano na zaistniałe zdaniem autorów sprzeniewierzenie mienia tej służby za poprzedniego kierownictwa (w okresie rządu Roberta Ficy). Po ujawnieniu tego dokumentu został następnie oskarżony o zniesławienie, a później także o naruszenie przepisów dotyczących informacji niejawnych (w jego samochodzie ujawniono kartę microSD z danymi). Roman Mikulec twierdził, że były to działania represyjne za jego działalność, sugerował też podrzucenie karty. Ostatecznie został uniewinniony od wszystkich czynów (ostatni wyrok zapadł w 2019).
Związał się z ugrupowaniem Zwyczajni Ludzie. W wyborach w 2020 został wybrany na deputowanego do Rady Narodowej. W marcu tego samego roku został ministrem spraw wewnętrznych w nowo powołanym rządzie Igora Matoviča. Utrzymał tę funkcję również w utworzonym w kwietniu 2021 gabinecie Eduarda Hegera. Urząd ministra sprawował do maja 2023. W tym samym roku ponownie uzyskał mandat poselski.